# کاپیاتا
کاپیاتا (به اسپانیایی: Capiatá) شهری در کشور پاراگوئه، ناحیه مرکزی است که جمعیت آن در سرشماری سال ۲۰۰۲ میلادی ۱۵۴٫۲۷۴ نفر بوده‌است.